# Santa Gemma Galgani (Casalotti)

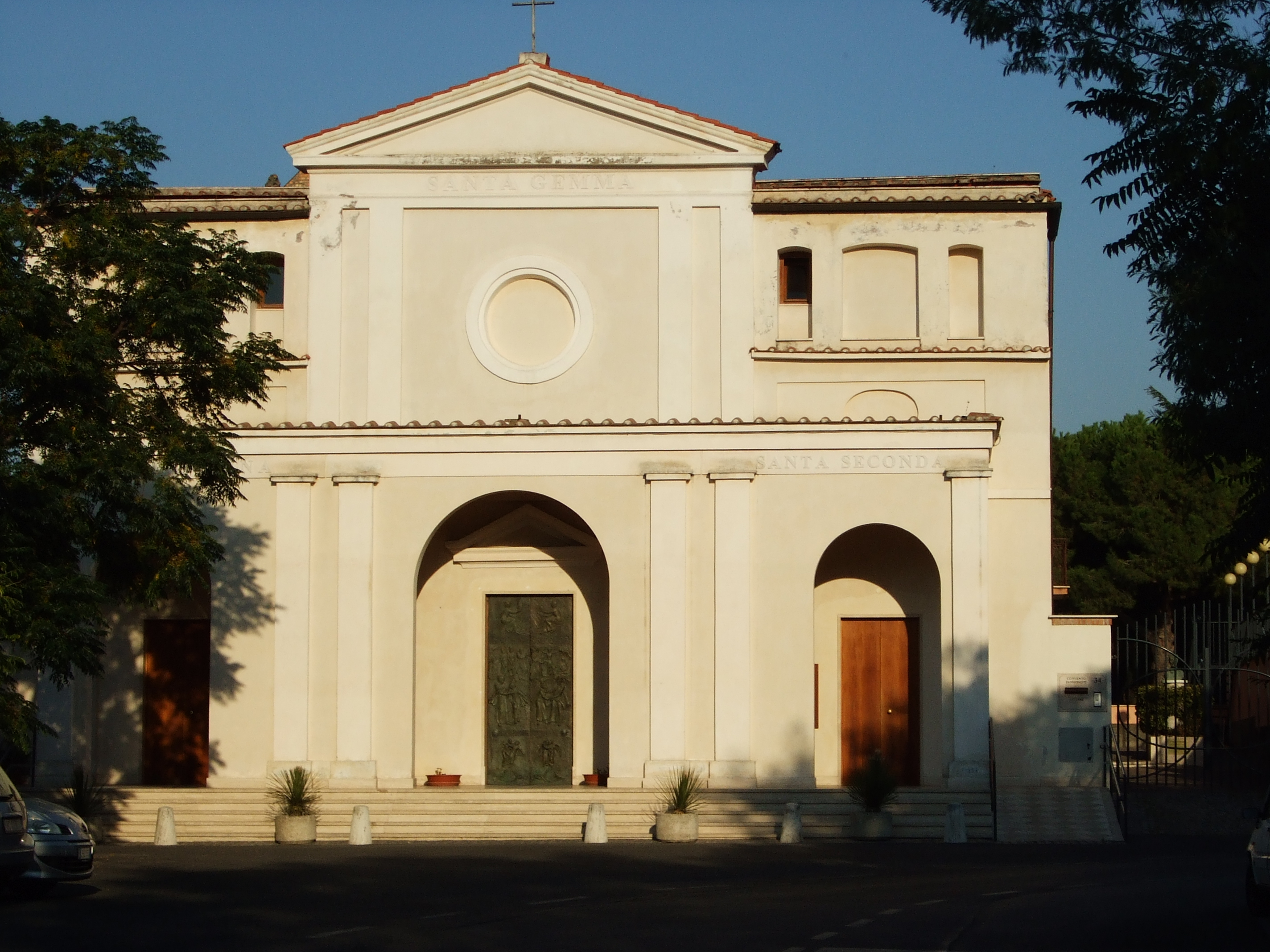
Außenansicht

Santa Gemma Galgani ist eine römisch-katholische Pfarrkirche an der Piazza Castello di Porcareccia in Zona Casalotti. Sie liegt in im Westen Roms, gehört aber zur Suburbikarischen Bistum Porto-Santa Rufina.

## Geschichte
Das Gotteshaus wurde in den Jahren 1950–1954 mit Arbeitskräften aus Campoli Appennino, der Herkunftsgemeinde des ersten Pfarrers, Pater Bernardino Mastroianni, erbaut.
Die Kirche ist Sitz der am 10. Juli 1954 gegründeten Pfarrei der Heiligen Rufina und Seconda. Vor dem Bau der Kirche Santa Gemma Galgani hatte die Pfarrei ihren Sitz in der kleinen Kirche Santa Maria all’interno del Castello di Porcareccia, wo Angelo Giuseppe Roncalli, der spätere Papst Johannes XXIII., die Heilige Messe feierte. Seit den 1970er Jahren wird es von den Passionistenpatres geleitet.
Seit Anfang der 2000er Jahre wird auf dem an die Kirche angrenzenden Grundstück das Schönstatt-Heiligtum errichtet.

## Orgel
Die Orgel wurde 1995 von Pinchi erbaut. 2017 renovierte Pronestì die Orgel. Das Instrument hat 20 Register mit elektrischen Trakturen.
| I Grand’Organo |    |
| Principale     | 8′ |
| Flauto         | 8′ |
| Ottava         | 4′ |
| Flauto         | 4′ |
| Decima quinta  | 2′ |
| Ripieno III    |    |
| Tromba         | 4′ |

| II Espressivo |        |
| Flauto        | 8′     |
| Principalino  | 4′     |
| Flauto        | 4′     |
| Flauto in XII | 2⁄3′   |
| Decima quinta | 2’     |
| Flautino      | 2’     |
| Terza         | 1 3⁄5′ |
| Voce celeste  | 8’     |
| Tremolo       |        |

| Pedale   |     |
| Subbasso | 16′ |
| Basso    | 8′  |
| Bordone  | 8′  |
| Ottava   | 4′  |
| Tromba   | 4′  |